# Centro sportivo La Borghesiana
Il centro sportivo La Borghesiana è un complesso sportivo italiano che si trova nella periferia orientale di Roma.
Prende il nome dalla zona cittadina in cui sorge, nel VI Municipio cittadino.
La struttura ospita, dal 2023, le attività di una parte del settore giovanile sia maschile sia femminile della Società Sportiva Lazio.

## Storia
Il centro sportivo nacque in occasione del campionato mondiale di calcio 1990 svolto in Italia, ed ospitò fin da subito la seconda parte del ritiro della Nazionale di calcio dell'Italia, in preparazione all'evento, proveniente dal Centro tecnico federale Luigi Ridolfi di Firenze dove era stata svolta la prima parte del ritiro. Sempre in occasione della Coppa del Mondo del 1990, la Nazionale di calcio della Germania Ovest nei giorni precedenti la finale a Roma del torneo, disputata e vinta dai tedeschi, si allenò alla Borghesiana.
Negli anni a seguire l'impianto ha ospitato varie nazionali di calcio e squadre di club, italiane e straniere, impegnate in incontri ufficiali allo Stadio Olimpico, oltre alla Nazionale di rugby dell'Italia che in questo centro sportivo, ogni anno, svolge la preparazione per gli incontri del Sei Nazioni.
Nel maggio 2023 la Società Sportiva Lazio trova un accordo con la proprietà per trasferire nel centro sportivo, dalla stagione 2023-2024, gran parte delle attività del settore giovanile biancoceleste, dagli allenamenti alle partite delle formazioni dall'under 15 all'under 18 maschile, passando per la scuola calcio del club e la Primavera della Lazio Women.

## Strutture

### Area sportiva
L'area sportiva del centro comprende:
- quattro campi da calcio regolamentari, tra i quali il campo della FIGC riservato alla preparazione sportiva della Nazionale di calcio dell'Italia:
  - "Football arena", campo (dimensioni 9200 m²) con manto in erba naturale[4] e un terreno laterale in pendenza a gradoni per gli spettatori;
  - "Stadium", campo (dimensioni 8700 m²) con manto in erba naturale[4] e gradinata scoperta laterale in cemento per gli spettatori;
  - "Special arena", campo (dimensioni 7200 m²) con manto in erba naturale;[4]
  - "Match arena", campo (dimensioni 8200 m²) con manto in erba artificiale,[4] illuminazione notturna e tribuna coperta per 150 posti a sedere;
- quattro campi da calcio di dimensioni ridotte:
  - "Training arena", campo a 9 (dimensioni 5200 m²) con manto in erba artificiale;[4]
  - "Game arena", campo a 8 (dimensioni 3250 m²) con manto in erba artificiale;[4]
  - "Goal arena", campo a 8 (dimensioni 3250 m²) con manto in erba artificiale;[4]
  - "Evaluation", campo a 5 (dimensioni 1050 m²) con manto in erba naturale;[4]
- sette campi da tennis in terra rossa, dei quali uno con gradinate laterali scoperte per gli spettatori;
- tre campi di padel;
- una piscina scoperta (dimensioni 17 × 9 m);
- un edificio per gli spogliatoi, i magazzini e la palestra.[5]

### Area direzionale
L'area direzionale del centro comprende:
- un edificio, chiamato "La casa del seminario",[6] nel quale sono collocati:[6]
  - 55 camere da letto;[6]
  - 13 sale riunione (di queste 5 chiamate rispettivamente "Montréal 1976", "Seoul 1988", "Athenes 1896", "Paris 1924" e "Melbourne 1956");[6]
  - sala biliardo;[6]
  - biblioteca;[6]
  - laboratori di cucina.[6]

## Utilizzo
La struttura ospita gli allenamenti e gl'incontri casalinghi ufficiali di una parte del settore giovanile sia maschile sia femminile della Società Sportiva Lazio, in particolare delle formazioni maschili dall'Under-15 all'Under-18, della Primavera femminile e della scuola calcio.